# Cuando llega el amor
Cuando llega el amor es una telenovela mexicana producida por Carla Estrada para Televisa iniciando a principios de 1990, protagonizada por Lucero, Nailea Norvind  y Omar Fierro, con las actuaciones antagónicas de Miguel Pizarro, Juan Carlos Casasola y la primera actriz Susana Alexander.

## Sinopsis
Alejandra es una joven hermosa, elegante, inteligente… y profundamente envidiosa. Criada como una hija más en la mansión de los Contreras, Alejandra lo tenía todo: comodidades, educación, el cariño de su tío Rafael y los privilegios de una vida de clase alta. Pero había algo que no soportaba: la felicidad de Isabel, su prima hermana.
Isabel lo tenía todo: era adorada por sus padres, brillante como amazona, comprometida con el apuesto Rodrigo, y a punto de representar al país en un torneo ecuestre. Alejandra no aceptaba que todo eso fuera de Isabel, y no suyo.
Cuando Isabel se niega a ir al departamento de su prometido, Alejandra lo seduce, solo para hacerle daño. Isabel los descubre juntos, pero no dice nada para proteger a la familia. Alejandra, mientras tanto, disfruta viendo a su prima sufrir en silencio, creyéndose por fin superior.
A la par, Rodrigo atraviesa una crisis familiar: su padre está en bancarrota, y su madre, obsesionada con el estatus, lo presiona para que se reconcilie con Isabel y salve sus finanzas. Pero Rodrigo, buscando limpiar su imagen, le cuenta lo ocurrido a Andrés, un empleado leal de los Contreras que secretamente desea a Alejandra.
Cuando Isabel se concentra en su torneo, Alejandra sabotea su silla de montar, provocándole una caída que la deja malherida. Isabel termina en muletas tras una operación. Andrés descubre la verdad y, en lugar de denunciarla, la chantajea para convertirla en su amante.
Lejos de arrepentirse, Alejandra sigue adelante con su obsesión por destruir a Isabel. Cuando Luis Felipe, un guapo fotógrafo, aparece en la vida de su prima, Alejandra decide intervenir. Se hace pasar por aspirante a modelo y convence a Luis Felipe para llevarla a Nayarit a una sesión de fotos. Allí, lo droga y trata de seducirlo. Él, confundido, la besa creyendo que es Isabel. Pero antes de que pueda ir más lejos, Andrés llega y la viola, dejando a Alejandra sola y humillada.
Aun así, Alejandra regresa afirmando estar embarazada de Luis Felipe, manipulándolo para que se comprometa con ella. Mientras Isabel, devastada, huye a la casa de playa e intenta quitarse la vida, Alejandra sigue construyendo su mentira para retener al hombre que nunca la amó.
Pero el destino le da otro revés: un accidente automovilístico le arrebata al bebé. Sin embargo, decide ocultarlo y seguir fingiendo que está embarazada.
Decidida a mantener la atención sobre sí misma, envenena uno de los caballos de Isabel para forzar su regreso. Pero su red de mentiras empieza a desmoronarse. Amelia, la ama de llaves, sospecha de ella y le envía un anónimo a Luis Felipe, quien empieza a desconfiar. Andrés la amenaza nuevamente, y Alejandra intenta seducirlo para callarlo. Luis Felipe los sorprende besándose y rompe el compromiso.
La verdad sale a la luz: Andrés confiesa todo a Isabel, y Luis Felipe descubre que Alejandra ya no está embarazada. Aún así, Alejandra no se detiene: intenta envenenar a Andrés con leche, pero él no cae en la trampa. Isabel aparece justo a tiempo y escucha todo. Alejandra, fuera de sí, confiesa con rabia que lo hizo todo por amor y por odio: Isabel siempre tuvo lo que ella deseaba.
Tras el escándalo, Isabel y Luis Felipe se reconcilian. Pero cuando Don Rafael sufre un infarto, Isabel le pide a Alejandra que guarde silencio. Aun así, Andrés revela todo y Don Rafael, decepcionado, expulsa a Alejandra de la casa que siempre la acogió.
Desesperada y llena de rencor, Alejandra va al club hípico para desafiar a Isabel una vez más. Monta un caballo y, en un acto de locura, intenta demostrar que es mejor… pero cae y queda inválida.
Incluso así, Alejandra no se rinde. En un último acto de odio, intenta envenenar a Isabel con un vaso de leche, pero esta no lo bebe. Derrotada y al borde de la locura, Alejandra estalla, consciente de que su envidia la ha consumido por completo.
Así termina la historia de una mujer que tuvo amor, familia y oportunidades, pero lo perdió todo por no soportar ver a otra brillar más que ella.

### Final
Tiempo después, Luis Felipe recibe un premio al Mejor Periodista del Año y celebran una fiesta en casa de Isabel. Allí, Alejandra se asoma a su ventana y llama a Isabel. Cuando Isabel va a verla, Alejandra se pone de pie para revelar su falsa invalidez y gritarle a Isabel que la odia, que debió haberla matado a ella en vez de su caballo y que debió morirse cuando cortó sus riendas para que cayera y que nunca va a ser feliz con Luis Felipe ni con nadie. Finalmente, Alejandra se arroja del balcón arruinando la felicidad de los enamorados con una mirada fantasmal.

## Elenco
- Lucero - Isabel Contreras Legarde
- Omar Fierro - Luis Felipe Ramírez Cepeda
- Nailea Norvind - Alejandra Contreras
- Guillermo García Cantú - Rodrigo Fernández Pereira
- Irán Eory - Doña Rosalía Legarde de Contreras
- Eric del Castillo - Don Rafael Contreras
- Susana Alexander - María Luisa Pereira de Fernández
- Claudio Obregón - Gerardo Fernández
- Francisco Bernal - Alonso Valencia
- Lilia Aragón - Helena Ríos / Helen Rivers
- Amparo Arozamena - Doña Refugio Ordóñez vda. de Carrillo
- Roberto Blandón - Enrique
- Raúl Buenfil - Ranas
- Óscar Bonfiglio - Pablo
- Silvia Caos - Amelia
- Carmelita González - Carmen Cepeda de Ramírez
- Lucero Lander - Ángela Ramírez Cepeda
- Ricardo de Loera - Montero
- Arturo Lorca - Nacho
- Charlie Massó - Rey
- Francisco Xavier - Paco
- Mónica Miguel - Yulma
- René Muñoz - Chucho
- Gustavo Navarro - Fito
- Polo Ortín - Don Isidro Vega
- Alejandra Peniche - Claudia Vega
- Miguel Pizarro - Andrés Santana
- Juan Felipe Preciado - Miguel Ramírez
- María Rojo - Rosa
- Ninón Sevilla - Nina
- Rodrigo Vidal - Eduardo "Lalo" Contreras Legarde
- Evangelina Sosa - Margarita Vega
- Juan Carlos Casasola - Alberto "Beto" Carrillo
- Elizabeth Ávila - Julia
- Carlos Gracia - El Greñas
- Emma Laura - Verónica
- Sergio Sendel - Chicles
- Alexis Ayala - Nicolás
- Ernesto Godoy - Guero
- Ramón Valdez Urtiz - Toñito
- Surya MacGregor - Dolores
- Helio Castillo - Danilo
- César Balcázar - Mariano
- Teresa Guízar - Azucena
- María Fernanda García - Paulina
- Jorge Molina - Caritas
- Edgar Ramírez - Suave
- Jorge Urzúa - Trampas
- Lorette - Lucy
- Teo Tapia - Ramón
- Carlos Bárcenas - Chino
- Armando Carreón - Tlacoyo
- José María Gálvez - Trovador
- Mauricio García - Lápiz
- Hugo Isaac - Gallo
- Miguel Ángel Infante - Dr. Mujica

## Equipo de producción
- Historia original de - René Muñoz
- Edición literaria - Marcia del Río
- Escenografía - Juan Rodríguez
- Diseño de vestuario - Mercedes González
- Ambientación - Max Arroyo, Guadalupe Frías
- Gerente de producción - Guillermo Gutiérrez
- Coordinadora de producción - Diana Aranda
- Productor asociado - Arturo Lorca
- Directora de cámaras en locación - Isabel Basurto
- Directora de escena en locación - Mónica Miguel
- Director de cámaras - Alejandro Frutos
- Director de escena - Miguel Córcega
- Productora - Carla Estrada

## Otras versiones
- En 2007, bajo la producción de Ignacio Sada Madero para Televisa y Univision se estrenó Bajo las riendas del amor un remake de esta telenovela, protagonizada por  Adriana Fonseca y Gabriel Soto y con las participaciones antagónicas de Adamari López y Víctor González.

## Premios y nominaciones

### Premios TVyNovelas 1991
| Categoría                  | Nominado(a)       | Resultado |
| -------------------------- | ----------------- | --------- |
| Mejor telenovela           | Carla Estrada     | Nominada  |
| Mejor villana              | Nailea Norvind    | Nominada  |
| Mejor villano              | Miguel Pizarro    | Nominado  |
| Mejor primera actriz       | Susana Alexander  | Nominada  |
| Mejor primera actriz       | Irán Eory         | Nominada  |
| Mejor primer actor         | Eric del Castillo | Nominado  |
| Mejor actriz coestelar     | María Rojo        | Nominada  |
| Mejor actriz joven         | Lucero            | Ganadora  |
| Mejor actor joven          | Omar Fierro       | Ganador   |
| Mejor revelación masculina | Rodrigo Vidal     | Nominado  |
| Mejor dirección de escena  | Miguel Córcega    | Ganador   |

### Premios Eres 1991
| Categoría              | Nominado(a)                     | Resultado |
| ---------------------- | ------------------------------- | --------- |
| Mejor tema musical     | Cuando llega el amor por Lucero | Nominada  |
| Mejor actriz coestelar | Nailea Norvind                  | Nominada  |